# ژنرال (ایالات متحده)

ژنرال (به انگلیسی: General) یا ژنرال چهارستاره، یک درجه نظامی مربوط به نیروهای مسلح ایالات متحده می‌باشد که در سه شاخه ارتش آمریکا از جمله نیروی زمینی ایالات متحده، نیروی هوایی ایالات متحده و نیروی تفنگداران دریایی ایالات متحده آمریکا رده خدمت دارد.

## رتبه و تعداد
ژنرال ایالات متحده، برابر با درجه ارتشبد در نیروهای مسلح جمهوری اسلامی ایران می‌باشد. درجه‌های بالاتر آن، ژنرال پنج ستاره و ژنرال پنج ستاره نیروی هوایی است که در هنگام جنگ اهدا می‌شود. درجه پایین‌تر آن ژنرال سه ستاره است و معادل آن در نیروهای مسلح ایران سپهبد بوده و برابر آن، دریاسالار (نیروی دریایی ایالات متحده و گارد ساحلی ایالات متحده) است. در ماه مه سال ۲۰۱۶، ۳۹ نفر ژنرال چهارستاره و دریاسالار در ارتش آمریکا وجود دارند.

## بازنشستگی
یک ژنرال چهارستاره پس از ۴۰ سال خدمت بازنشسته می‌شود؛ مگر اینکه مصوب شده باشد که طولانی‌تر خدمت کند، در غیر این صورت تمام افسران در ۶۴ سالگی بازنشسته می‌شوند.

## نگارخانه

پرچم رتبه
پرچم یک ژنرال تفنگدار دریایی
پرچم یک ژنرال نیروی هوایی
درجه نظامی ژنرال نیروی تفنگداران دریایی ایالات متحده آمریکا
درجه نظامی ژنرال نیروی هوایی ایالات متحده

این مقاله یک مقاله خرد درمورد ارتش ایالات متحده می‌باشد